# Hypertext Transfer Protocol Secure
Hypertext Transfer Protocol Secure (HTTPS) je v informatice protokol umožňující zabezpečenou komunikaci v počítačové síti. HTTPS využívá protokol HTTP spolu s protokolem SSL nebo TLS. HTTPS je využíván především pro komunikaci webového prohlížeče s webovým serverem. Zajišťuje autentizaci, důvěrnost přenášených dat a jejich integritu. Standardní port na straně serveru je 443 TCP.
Aspekt ověřování HTTPS vyžaduje, aby podepisovala digitální certifikáty na straně serveru důvěryhodná třetí strana. Jednalo se o historicky nákladnou operaci, což znamenalo, že plně ověřená připojení HTTPS byla obvykle nalezena pouze na zabezpečených službách platebních transakcí a dalších zabezpečených podnikových informačních systémech na World Wide Web. V roce 2016 vedla kampaň Electronic Frontier Foundation s podporou vývojářů webových prohlížečů k tomu, že se protokol stal běžnějším.
Protokol HTTPS byl v roce 1994 vyvinut společností Netscape Communications pro webový prohlížeč Netscape Navigator.
Všeobecně se doporučuje podporovat HTTPS místo nezabezpečeného HTTP pro všechny webové stránky.

## Princip funkce
Bezpečnost komunikace zaručuje protokol SSL anebo novější TLS. Pomocí asymetrické kryptografie je ověřena identita webového serveru, volitelně i klienta. Poté následuje dohoda na klíči pro symetrické šifrování samotné komunikace (z výkonnostních důvodů). Klíč pro symetrickou šifru je buď vybrán klientem a nebo dohodnut pomocí Diffieho-Hellmanovy výměny klíče pro dosažení dopředné bezpečnosti.
Pro SSL a TLS je zásadní infrastruktura veřejného klíče a X.509 certifikáty, díky nimž probíhá autentizace. Pro úspěšné ověření identity je nutná důvěra v zaslaný certifikát, která nejčastěji bývá zprostředkovaná některou z certifikačních autorit, jejichž certifikáty jsou v úložišti důvěryhodných certifikátů operačního systému nebo aplikace (například webového prohlížeče). Většina certifikačních autorit vystavuje certifikáty na komerční bázi (Symantec, Verisign, COMODO, Thawte a jiné), avšak existují i certifikační autority vystavující certifikáty bezplatně jako například Let's Encrypt, StartSSL a jiné. Do úložiště důvěryhodných certifikátů lze doinstalovat další certifikační autority.
Nepodaří-li se certifikát ověřit automaticky, je možné na uživatelův pokyn pokračovat bez ověření (ovšem se zvýšeným rizikem Man in the middle útoku) anebo ověření provést jiným způsobem manuálně.

## Bezpečnost
Míra bezpečnosti závisí na chování uživatele, na implementaci protokolů ve webovém prohlížeči a webovém serveru, správné konfiguraci a na důvěryhodnosti certifikačních autorit.

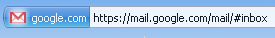
Zobrazení informace o zabezpečení v adresním řádku.
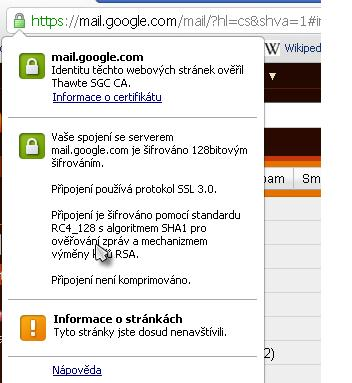
Zobrazení informace o zabezpečení v panelu stránky.
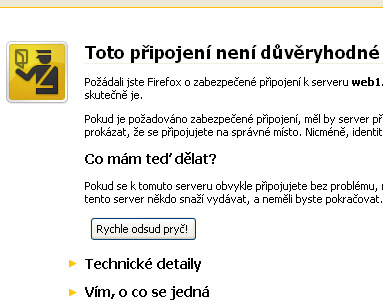
Varování před nezabezpečeným HTTPS spojením.

### Výhody HTTPS
- ověření identity obou stran pomocí certifikátů
- důvěrnost přenášených dat
- integrita obsahu
- možnost využití protokolů HTTP/2 a HTTP/3
- zvýhodnění ve vyhledávači Google[10][11]
- jen nepatrný pokles výkonu u novějšího hardwaru[12][13]

### Nevýhody HTTPS
- pokles výkonu u staršího hardwaru
- potřeba certifikátu a jeho obnovování
- mírně složitější konfigurace webového serveru
- možné komplikace u starších webových prohlížečů
- název cílového serveru je přenášen nešifrovaně (viz Server Name Indication)

### Budoucnost
Kryptografické algoritmy, které se dnes běžně používají v HTTPS, obecně neposkytují ochranu proti (dnes hypotetickým) kvantovým počítačům (např. algoritmus RSA svou bezpečnost odvozuje od složitosti faktorizace, kterou by však Shorův algoritmus na kvantovém počítači dokázal provádět v polynomiálním čase). Pokud by se tedy podařilo sestrojit prakticky použitelný kvantový počítač dostatečné kapacity, bezpečnost internetové komunikace by byla prolomena. Toto riziko se snaží eliminovat vývoj tzv. postkvantové kryptografie. Pokud však nějaký útočník dnes zaznamenává cizí internetovou komunikaci zabezpečenou HTTPS, tak by sice zatím neměl být schopen ji dešifrovat, avšak v budoucnu, jakmile budou k dispozici kvantové počítače, by tuto uloženou komunikaci mohl dešifrovat zpětně.

## Nasazení HTTPS
Navzdory rozšířenému názoru, že HTTPS je nutné pouze pro weby pracující s citlivými údaji, je mnohými organizacemi a odborníky doporučeno používat HTTPS na všech webech. HTTPS představuje účinnou obranu proti vkládání nežádoucího obsahu (malware, nevyžádané reklamy…) poskytovatelem internetového připojení či jiným útočníkem. Dalším významným důvodem pro nasazení HTTPS je možnost ukončení podpory HTTP ve webových prohlížečích a v důsledku toho odstranění rizika SSL-stripping útoku.
Prvním krokem pro nasazení HTTPS je získání certifikátu od některé z certifikačních autorit nebo vygenerování self-signed certifikátu. Poté následuje konfigurace web serveru, kde je důležitý zejména výběr šifrovacích sad. S konfigurací může pomoci online nástroj Mozilla SSL Configuration Generator. Bezpečnost webového serveru je vhodné otestovat. K tomuto účelu mohou být použity například online nástroje Qualys SSL Labs, CryptCheck nebo Observatory by Mozilla.
Po nasazení HTTPS je nutné pravidelně obnovovat certifikát, jehož platnost typicky může být od 1 do 3 let. V případě certifikační autority Let's Encrypt je platnost certifikátu pouze 90 dní, ale celý proces může být zautomatizován.

### Pokročilé možnosti zabezpečení
Zabezpečení HTTPS je možné zvýšit některými technikami jakými jsou například HSTS, HPKP, CAA a TLSA záznamy v DNS (je vhodné mít DNSSEC).

## Rozšíření HTTPS
V červnu 2018 podporovalo HTTPS protokol jako výchozí 35,3 % webů ze seznamu Alexa top 1,000,000. Dle údajů Firefox Telemetry bylo na konci června 2018 načteno prostřednictvím protokolu HTTPS 69% webových stránek, v roce 2024 kolem 80 %.
Od ledna 2017 začal prohlížeč Chrome označovat webové stránky, které přijímají od uživatele citlivé informace bez použití HTTPS protokolu. Od této změny se očekával výrazný nárůst použití HTTPS.